# Ате (Златна обала)
Ате (фр. Athée) насеље је и општина у источном делу централне Француске у региону Бургундија-Франш-Конте, у департману Златна обала која припада префектури Дижон.
По подацима из 2011. године у општини је живело 783 становника, а густина насељености је износила 83,03 становника/km². Општина се простире на површини од 9,43 km². Налази се на средњој надморској висини од 203 метара (максималној 232 m, а минималној 182 m).

## Демографија
| 1962. | 1968. | 1975. | 1982. | 1990. | 1999. | 2011. |
| ----- | ----- | ----- | ----- | ----- | ----- | ----- |
| 472   | 499   | 531   | 610   | 593   | 600   | 783   |

График промене броја становника у току последњих година